# Pinske močvare
Pinske močvare ili Pripjatske močvare su niz močvara na jugu Bjelorusije i u sjeverozapadnoj Ukrajini.
S oko 98.000 km² to je najveća močvara u Europi. Proteže se uz rijeku Pripjat i njene pritoke: Gorinj, Pinu, Ubort, Stohid i Turiju od grada Bresta (zapadno) do Mogiljova (sjeveroistočno) i Kijeva (jugoistočno). To je niz močvara, ribnjaka i izvora. U proljeće i jesen, česte su poplave. Područje je nepovoljno za poljoprivredu. Rade se radovi na drenaži, čime se omogućuje poljoprivredna proizvodnja.
U Prvom svjetskom ratu na tom području bile su borbe tijekom ljeta 1915. kao dio Istočnog fronta. Često su močvare bile dio vojnih vježbi. 